# Іцхак Бентов
Іцхак «Бен» Бентов (також Бен-Тов англ. Ben-Tov; англ. Itzhak Bentov, івр. יצחק בנטוב, нар. 9 серпня 1923 — пом. 25 травня 1979) — був ізраїльсько-американським вченим, винахідником, містиком та письменником. Багато винаходів, у тому числі керований серцевий катетер, допомогли заснувати індустрію біомедичної інженерії. Він також був першим прихильником того, що називають дослідженнями свідомості, і став автором декількох книг на цю тему.
Бентов загинув у авіакатастрофі рейсу 191 American Airlines, що трапилася невдовзі після зльоту з чиказького аеропорту О'Гара в 1979 році.

## Опубліковані праці
- Stalking the Wild Pendulum: On the Mechanics of Consciousness, E. P. Dutton, 1977, ISBN 978-0-525-47458-6; Внутрішні традиції — Ведмідь і компанія, 1988, ISBN 0-89281-202-8
- A Cosmic Book on the Mechanics of Creation з Мірталою Бентов, Dutton Books, 1982, ISBN 0-525-47701-2
- Мікрорухи тіла як фактор розвитку нервової системи (англ. Micromotions of the body as a factor in the development of the nervous system, центральна стаття, опублікована в антології «Кундаліні, еволюція та просвітництво» Джон Уайта, редактор, 1998, IISBN 1-55778-303-9
- A Brief Tour of Higher Consciousness: A Cosmic Book on the Mechanics of Creation] — Ведмідь і компанія, 2000, ISBN 0-89281-814-X

## Сімейне життя
Від першої дружини у Бентова була донька, Шарона Бен-Тов Муір. Після розлучення Бентов одружився зі скульптором і поетесою українського походження Мірталою Сергіївною Пилипенко-Кардиналовською, відомою також як Міртала Бентов.